# Aeroportul Karlsruhe/Baden-Baden
Aeroportul Karlsruhe / Baden-Baden (IATA: FKB, ICAO: EDSB), în germană: Flughafen Karlsruhe / Baden-Baden, este aeroportul internațional ce deservește Karlsruhe, al doilea oraș ca mărime din landul german Baden-Württemberg, fiind localizat în apropierea orașului balnear Baden-Baden. Ca mărime, este cel de-al doilea aeroport al landului, după aeroportul din Stuttgart, și al 18-lea din Germania, cu 1.110.500 de pasageri din 2016. Mare parte a zborurilor sunt curse low-cost și de agrement. 
Aeroportul face parte din Baden Airpark, un parc de afaceri cu numeroși alți locatari. Este situat în Rheinmünster, 40 km sud de Karlsruhe,12 km vest  de Baden-Baden, 25 km est de Haguenau și 25 km nord de Strasbourg. 

## Istorie

### Primii ani ca aeroport militar
Construcția unui aerodrom militar a început în decembrie 1951 în câmpia Rinului Superior dintre Pădurea Neagră și râul Rin, sub supravegherea Forțelor Aeriene Franceze. Pista și instalațiile asociate au fost finalizate în iunie 1952. Aerodromul a fost arondat forțelor armate canadiene și a devenit bază militară, RCAF Station Baden – Soellingen, mai apoi redenumită CFB Baden – Soellingen, din 1953 până în 1994.
Compania recent fondată Baden Airpark GmbH a preluat fostul aerodrom militar pentru a-l transforma într-un aeroport regional și un parc de afaceri. Tehnic, aeroportul de azi face parte din Baden Airpark, care include și facilități de afaceri.

### Operatori publici
Primul zbor comercial de la Hapag-Lloyd Flug (în prezent TUI fly Deutschland) a avut loc în aprilie 2001, deservind Palma de Mallorca și Ibiza. În 2008, aeroportul a depășit numărul anual un milion de pasageri pentru prima dată.
La 25 octombrie 2011, Ryanair a anunțat că își va deschide cea de-a 47-a bază la Karlsruhe / Baden-Baden din martie 2012, cu două aeronave deservind 20 de rute. Pe lângă cele 12 rute existente ale Ryanair, compania a deschis șapte rute suplimentare către Faro, Málaga, Palma, Riga, Salonic, Vilnius și Zadar. În iulie 2018, TUI Fly Deutschland a anunțat că își va încheia operațiunile la aeroport, anulând șapte rute de agrementanuale, precum și rutele sezoniere către Canare și Mediterana.

## Facilități
Aeroportul Karlsruhe / Baden-Baden este alcătuit dintr-un terminal de pasageri dotată cu 20 de ghișee de check-in și opt porți de plecare, precum și magazine și restaurante. Sunt opt porți de îmbarcare, cele mai multe putând fi folosite de aeronavele de dimensiuni medii, precum Boeing 737. Datorită poziției clădirii terminalului, pentru îmbarcare sunt utilizate autobuze, dar și mersul pe jos. 

## Companii aeriene și destinații
Următoarele companii aeriene operează zboruri regulate și programate cu charter pe aeroportul Karlsruhe / Baden-Baden:
| Linii aeriene            | Destinații |
| ------------------------ | --- |
| Bees Airlines            | București–Otopeni (din 23 septembrie 2024), Suceava (din 11 octombrie 2024) |
| Corendon Airlines        | Sezonal: Antalya |
| Enter Air                | Charter sezonal: Fuerteventura, Gran Canaria, Heraklion, Kos, Palma de Mallorca, Rodos |
| Eurowings                | Sezonal: Palma de Mallorca |
| Freebird Airlines Europe | Seasonal charter: Hurghada |
| Mavi Gök Airlines        | Charter sezonal: Antalya (din 17 mai 2024) |
| Ryanair                  | Agadir, Alicante, Bari, Banja Luka (din 1 aprilie 2024), Faro, Fès, Girona, London–Stansted, Málaga, Palma de Mallorca, Porto, Sevillia, Sofia, Stockholm–Arlanda, Tel Aviv, Tenerife–Sud, Thessaloniki, Valencia, Zagreb Sezonal: Bergamo, Cagliari, Corfu, Dubrovnik (begins 5 April 2024), Gran Canaria, Lamezia Terme, Palermo, Trapani, Zadar |
| Wizz Air                 | Belgrad, Sibiu, Skopje, Timișoara, Tirana |

Cel mai apropiat aeroport comercial este Aeroportul Strasbourg din Franța, situat la aproximativ 40 km spre sud-vest. 

## Statistici

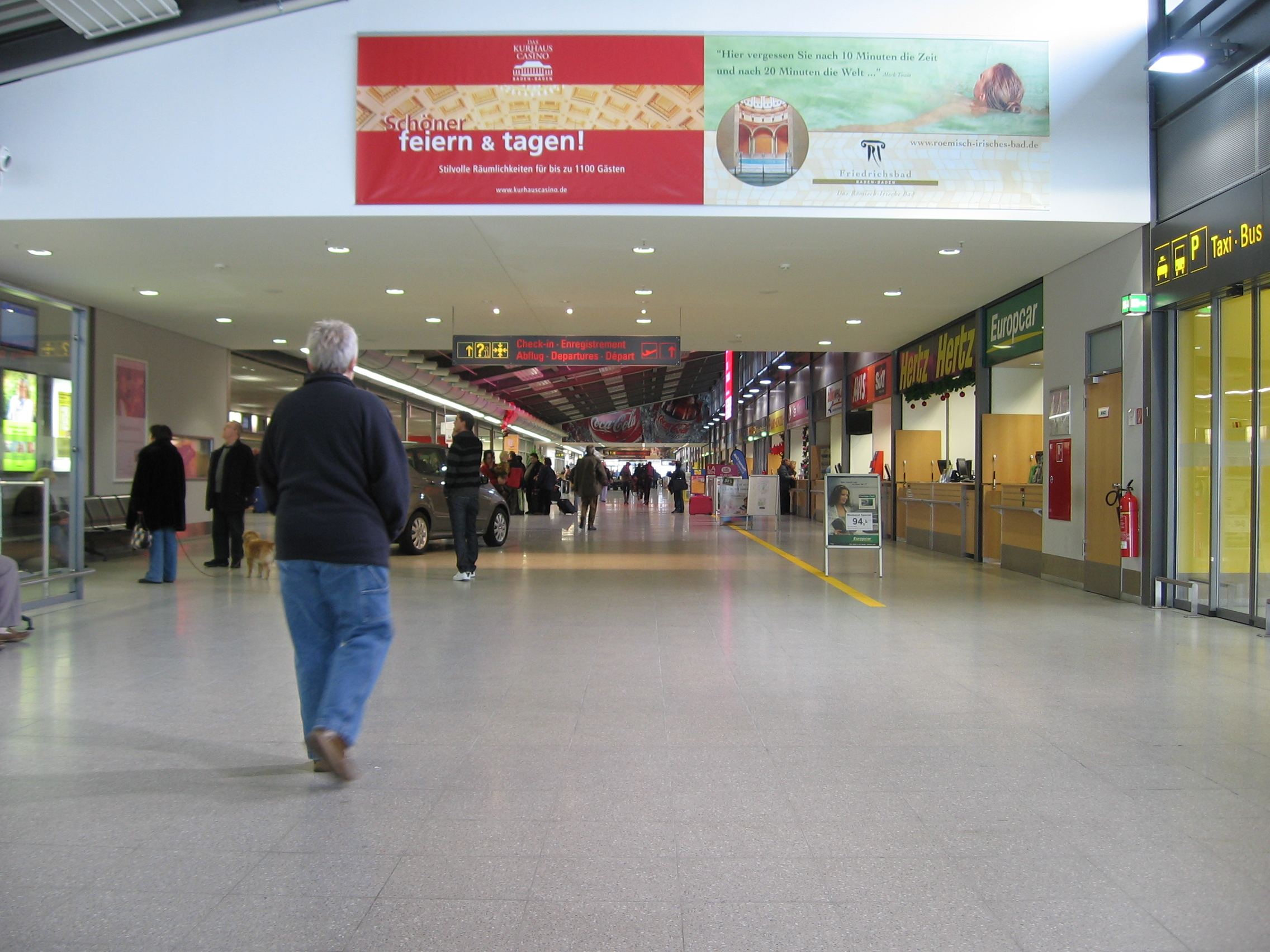
Interiorul terminalului

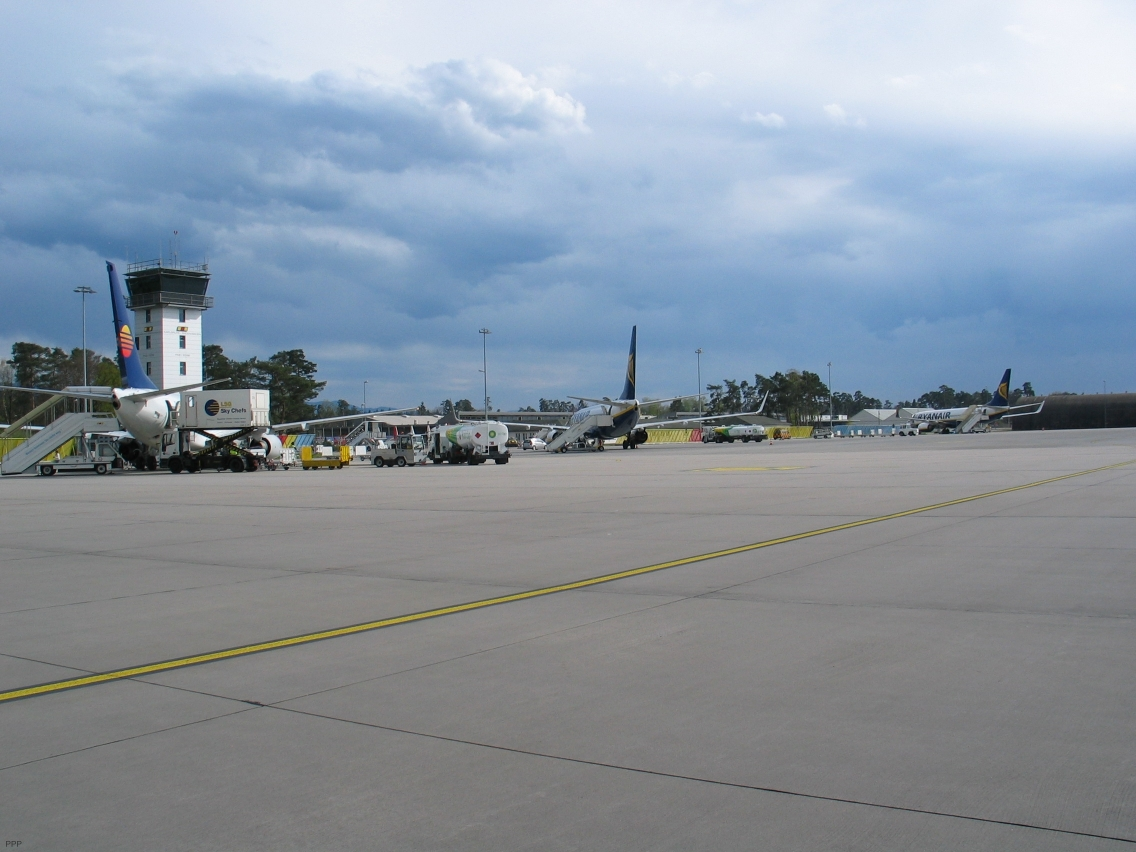
Vedere generală de pe pistă

| 2008       | 1141070   |
| 2009       | ▼ 1087909 |
| 2010       | ▲ 1177201 |
| 2011       | ▼ 1114535 |
| 2012       | ▲ 1287382 |
| 2013       | ▼ 1059227 |
| 2014       | ▼ 983451  |
| 2015       | ▲ 1051435 |
| 2016       | ▲ 1105103 |
| 2017       | ▲ 1240551 |
| 2018       | ▲ 1246969 |
| 2019       | ▲ 1335957 |
| Sursa: ADV |           |

|  | Graficele sunt indisponibile din cauza unor probleme tehnice. Mai multe informații se găsesc la Phabricator și la wiki-ul MediaWiki. |

Vezi interogarea Wikidata.

## Acces
La aeroport se poate ajunge pe autostrada A5 Hessa - Basel (ieșirea Baden-Baden). Există legături locale de autobuz (liniile 234 și X34) către gările din Baden-Baden și Rastatt.